# دیمیتار یاکیموف
دیمیتار یاکیموف (بلغاری: Димитър Николов Якимов؛ زادهٔ ۱۲ اوت ۱۹۴۱) یک بازیکن فوتبال اهل بلغارستان است.
وی همچنین در تیم ملی فوتبال بلغارستان بازی کرده‌است.